# Santo Domingo de Yungay

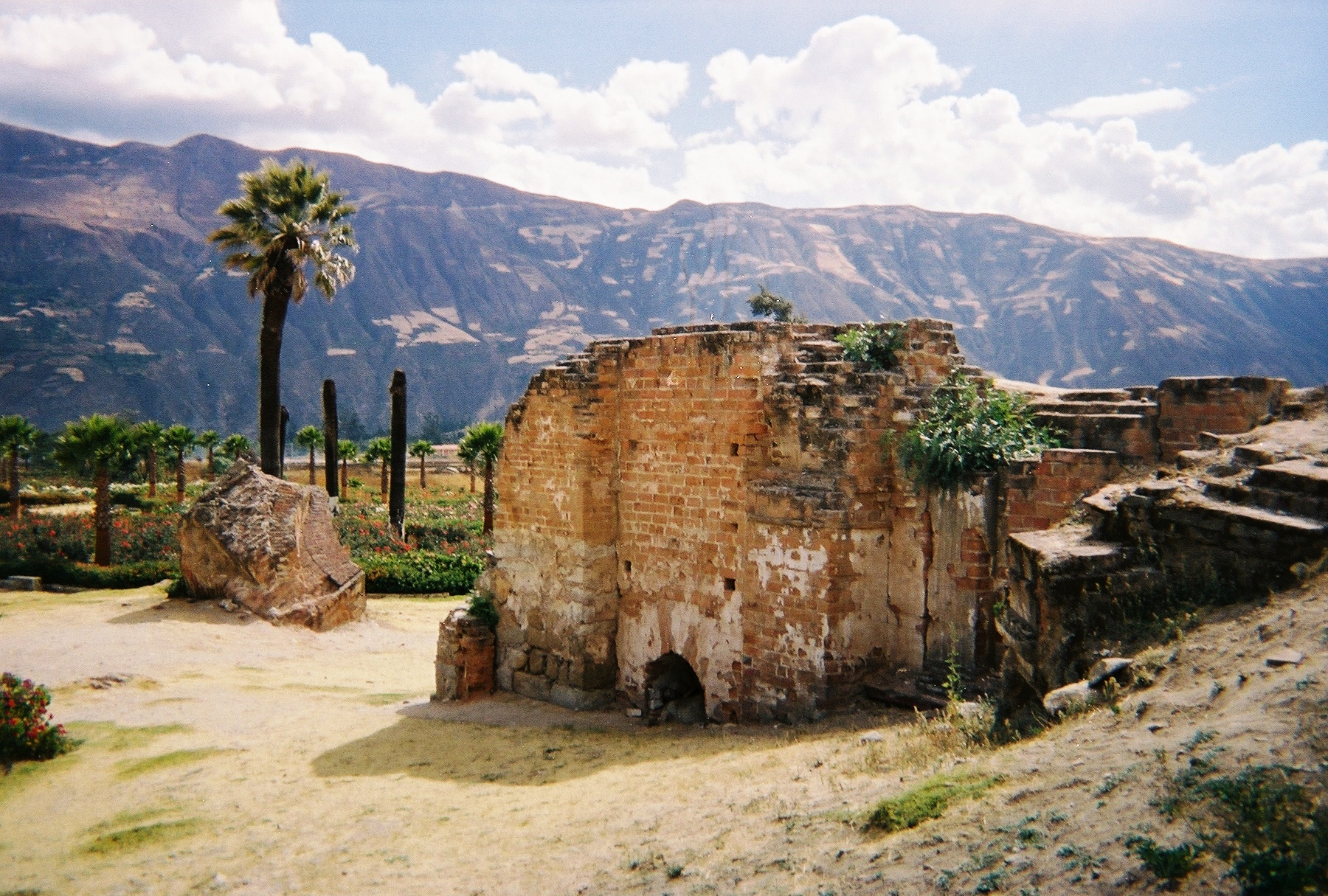
Ruinas de la catedral de Yungay

Yungay o Yungay Antiguo (del quechua Yunkay '(lugar) de yunga')), fundada como Santo Domingo de Yungay el 4 de agosto de 1540, fue una ciudad peruana localizada en el valle del río Santa a 2400 m s. n. m. Capital de la provincia de Yungay, en la región Áncash. En el área donde se ubicaba la ciudad, en la actualidad se encuentra el Camposanto de Yungay.
Fue sepultada por un alud proveniente del nevado Huascarán durante el terremoto de Áncash de 1970. Desaparecieron más de 5.000 habitantes y solo pudieron salvarse unas 300 personas (en su mayoría niños) que se encontraban en un circo itinerante a las afueras de la ciudad. 

## Historia

### Época colonial
El valle de Yungay fue explorado por primera vez por los conquistadores españoles en el año 1533 durante las expediciones de reconocimiento desde Cajamarca comandadas por Hernando de Soto y Miguel de Estete. Religiosos dominicos fundan el pueblo y convento de Santo Domingo de Yungay el 4 de agosto de 1540 por iniciativa del Padre Domingo de Santo Tomás, la jurisdicción fue elevada a categoría de Vicariato en 1579.
El 6 de enero de 1730, un violento terremoto produjo un alud desde el nevado Huandoy hacia una laguna glaciar, lo que produjo un aluvión que desapareció el pueblo de Áncash, localizado aguas arriba del río Áncash a 4 km al norte de la actual ciudad de Yungay. Aquel día la población festejaba la epifanía del Señor y el cumpleaños de su alcalde. Desaparecieron 1500 personas.

### Época republicana
Durante el virreinato y la República, Yungay se desarrolló a la par de Huaraz. Sus habitantes disfrutaban de un estilo de vida acomodado pues muchas familias poseían enormes extensiones de haciendas agrícolas y explotaban las minas en las zonas altoandinas.

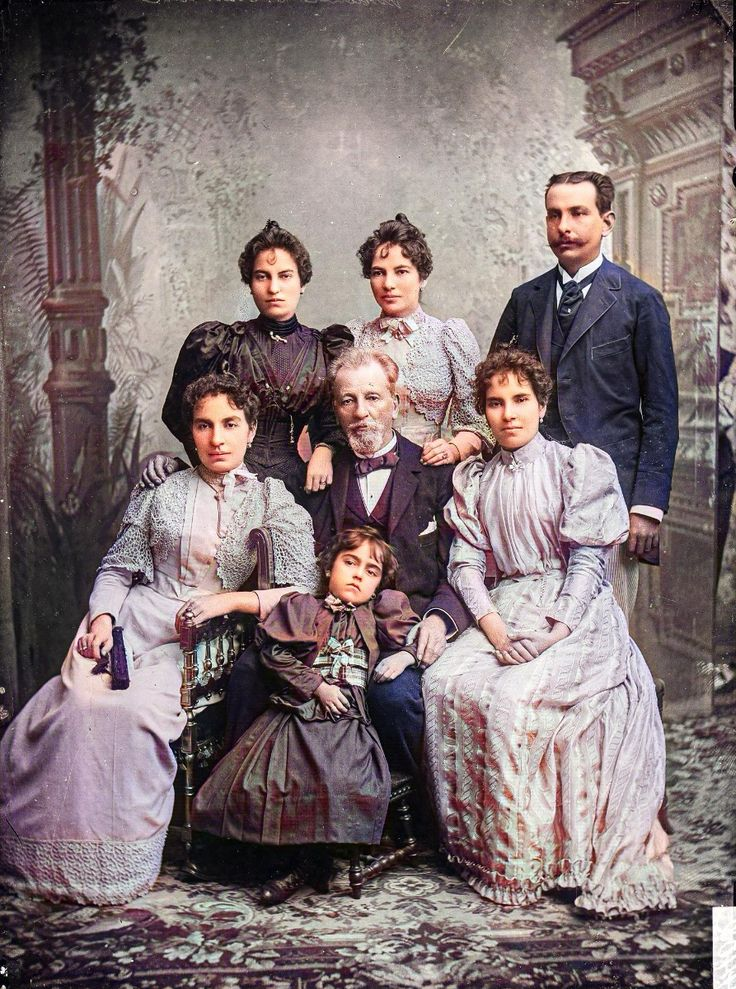
Familia Vinatea: terratenientes de Yungay durante la época republicana.

El 20 de enero de 1839, se realizó la Batalla de Yungay en la que se disolvió la Confederación Perú-Bolivia con la victoria del Ejército Chileno-Peruano. Fue llamada  Villa Ancachs, después de la derrota de la Confederación peruano-boliviana ante el ejército unido restaurador de Perú y Chile, el 20 de enero de 1839; sin embargo, este nombre conferido por Agustín Gamarra y que luego sería designado al departamento, no caló en la población yungaína.
En 1885, nativos alzados bajo la guía de Atusparia sitiaron Yungay, durante la rebelión indígena de Huaraz. Después de una heroica resistencia yungaína que se cobró la vida de cientos de pobladores, el alcalde se vio obligado a rendir a su población. En honor a este acontecimiento, la beneficencia pública de Yungay erigió un obelisco en memoria de los defensores de la ciudad en 1920.
La conversión en provincia se dio el 28 de octubre de 1904, con Ley 006, después de medio siglo de gestiones. Hasta su desaparición en 1970, la ciudad contaba con 5 000 habitantes aproximadamente. Fue la segunda ciudad más desarrollada del departamento después de Huaraz.